# 尤尼斯·納莫奇
尤尼斯·納莫奇（Younes Nemouchi，1993年9月16日—）是一名阿爾及利亞拳擊運動員。他代表阿爾及利亞參加2020年夏季奧林匹克運動會中量級項目，結果止步十六強賽。

## 外部連結
- 尤尼斯·納莫奇在BoxRec（英语）
- 尤尼斯·納莫奇在Olympedia（英语）